# Співвідношення ризик-зиск
Співвідношення ризик-зиск (або співвідношення зиск-ризик ) — це відношення ризику дії до потенційної вигоди. Аналіз ризику та зиску (або аналіз зиску та ризику ) — це аналіз, який спрямований на кількісне визначення ризику та зиску, а отже, їх співвідношення.
Аналіз ризику може сильно залежати від людського фактору. Певний рівень ризику в нашому житті сприймається як необхідний для досягнення певних переваг. Наприклад, водіння автомобіля є ризиком, на який багато людей йдуть щодня, але він пом’якшується фактором сприйняття їхньої індивідуальної здатності керувати ситуацією, що створює ризик. Коли люди піддаються мимовільному ризику (ризику, який вони не контролюють), тоді уникнення ризику стає основною метою. За таких обставин люди вимагають, щоб імовірність ризику була в тисячу разів менша, ніж для тієї самої ситуації, яку вони сприймають як контрольовану (помітним прикладом є поширене упередження у сприйнятті ризику польотів проти ризику водіння авто). 

## Оцінки
Оцінки майбутнього ризику можуть бути:
- Реальний майбутній ризик, який розкривається повністю визначеними обставинами у майбутньому.
- Статистичний ризик, визначений на основі наявних на даний момент даних, як це робиться при встановленні страхових премій.
- Прогнозований ризик, заснований на аналізі системних моделей, побудованих на історичних даних.
- Уявний ризик, як його інтуїтивно бачать люди.

## Медичні дослідження
Якщо дослідження включають більш ніж мінімальний ризик шкоди суб’єктам, дослідник повинен переконатися, що сума зиску явно переважає кількість ризику.  Лише за наявності сприятливого співвідношення ризик-зиск дослідження можна вважати етичним.
Гельсінська декларація, прийнята Всесвітньою медичною асоціацією, стверджує, що біомедичні дослідження не можуть проводитися законно, якщо важливість мети не пропорційна ризику для суб’єкта. Гельсінська декларація  і заява CONSORT  підкреслюють необхідність сприятливого співвідношення ризику та користі.

## Дивіться також
- Дефіцит зиску
- Аналіз зисків і витрат
- Алгоритм шансів
- Упередженість оптимізму
- Прогнозування референсного класу